# De Zevensprong (boek)

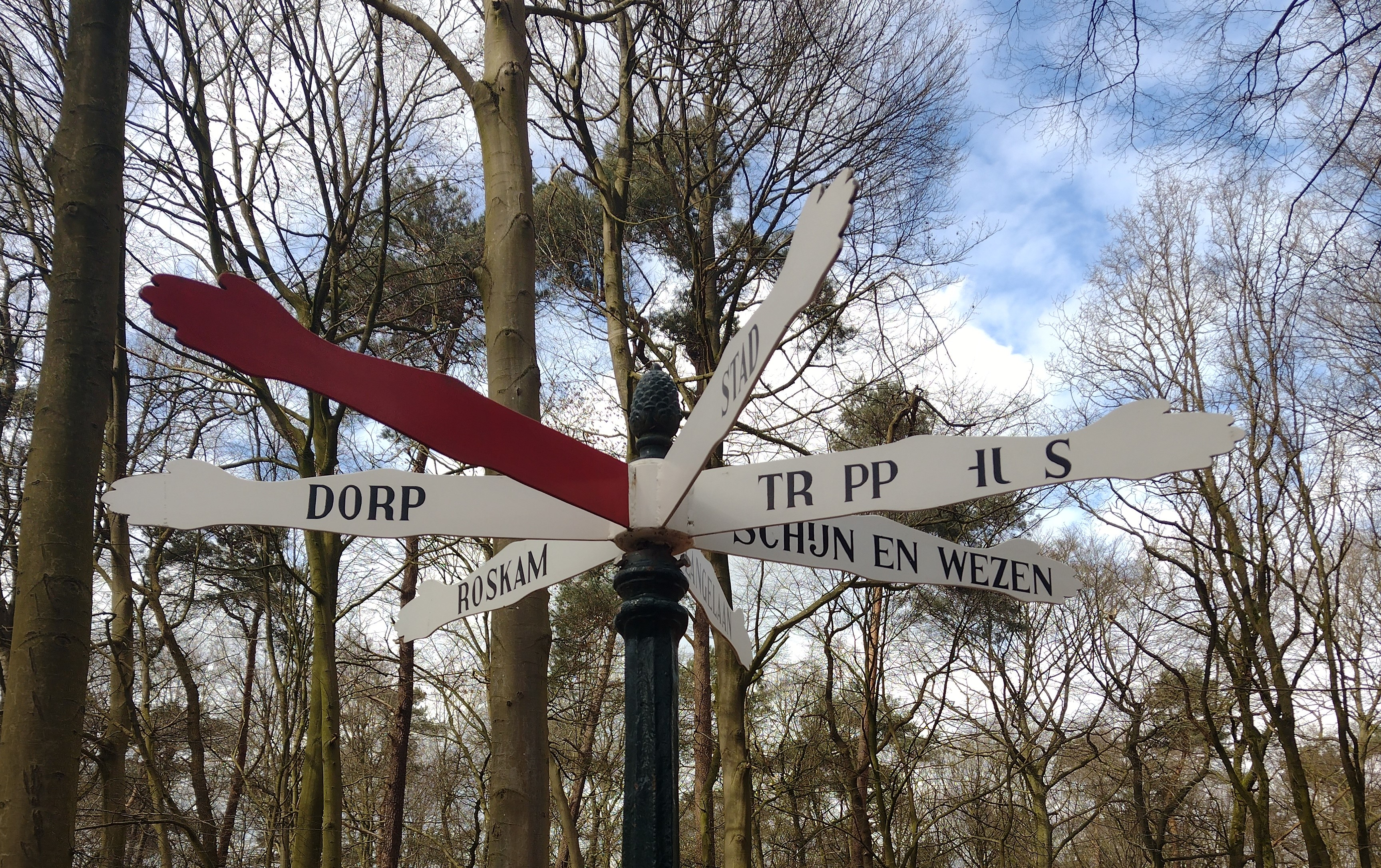
Handwijzer op "De Zevensprong" in Ruurlo

De Zevensprong is een bekroond boek van Tonke Dragt, dat in 1982 werd verfilmd door Karst van der Meulen als een gelijknamige jeugdserie voor de Nederlandse televisie. Ook verschenen er een acht uur durend luisterboek (acht cd's; voorgelezen door Jeroen Willems) en een musical waarin Menno Bentveld de hoofdrol vertolkte.

## Samenvatting

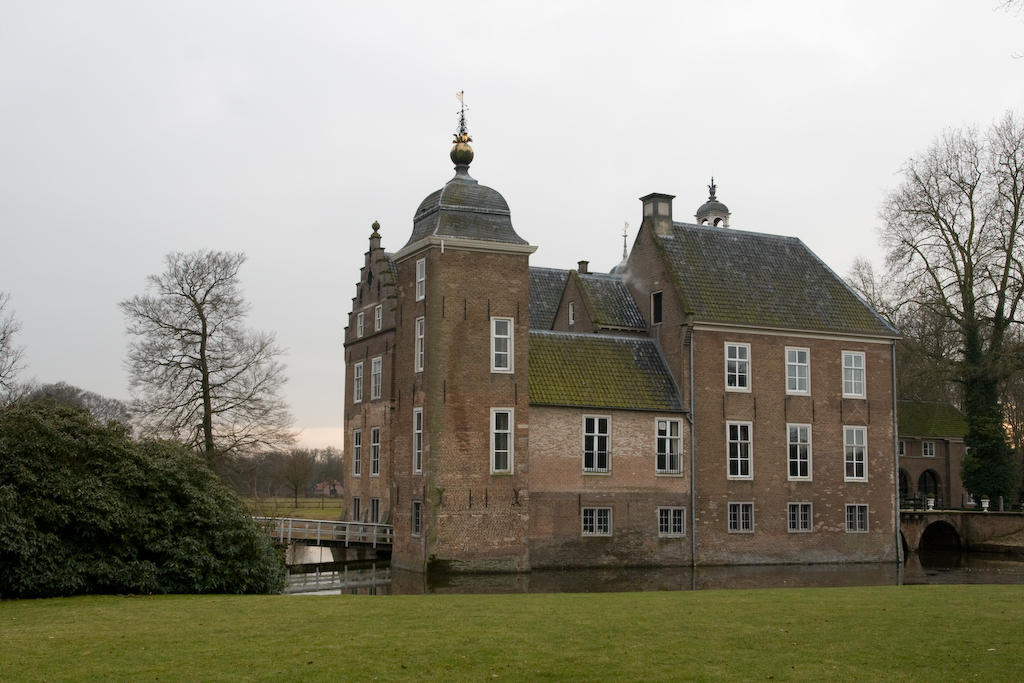
Het Trappenhuis in Ruurlo

Het verhaal gaat over een basisschoolleraar (destijds lagere school), Frans van der Steg, die een kind, Geert-Jan, moet redden uit de handen van zijn oom, Graaf Grisenstijn.
Geert-Jan woont met zijn oom in het Trappenhuis – een kolossaal huis vol trappen – en komt nooit in contact met andere kinderen. Zijn oom heeft hem "opgesloten", omdat er in oude geschriften van Graaf Gregorius staat vermeld dat er een schat, die door de eerste graaf Grimbold tijdens een kruistocht in de Middeleeuwen meegenomen werd, in het Trappenhuis ligt en dat alleen een kind hem kan vinden. De graaf wil dat Geert-Jan de schat voor hem vindt.
Buiten het Trappenhuis weet een kleine groep ("Het Complot van de Zevensprong") van de schat en van het feit dat Geert-Jan opgesloten zit in het Trappenhuis. Zij besluiten dat ze Geert-Jan moeten bevrijden. De leden zijn: Mejuffrouw Rosmarijn, die voor Geert-Jan gezorgd had toen hij jonger was, magiër Jan Thomtidom, de brozem (Roberto), de kater Iwan, 'tante' Willemijn Bakker, koetsier Jan Toereloer en onderwijzer Frans van der Steg. Samen met de kinderen uit Frans' klas zorgen ze ervoor dat alle rijmsels uit het geschrift van Graaf Gregorius uitkomen.
De Zevensprong zelf is het kruispunt waar de zeven wegen samenkomen, en ligt niet ver van het Trappenhuis. De televisieserie gebruikte het kruispunt als start- en eindpunt van iedere aflevering.
In de geschriften staat vermeld:
"Kon de schat met woorden spreken. Tracht, o kind en kinds-kinds-kind’ren deze rijmsels te verstaan.
Deze woorden zijn het teken: Eén alleen zal mij niet vinden en een ladder wijst mij aan.
Deze woorden zijn het teken: Alle kind’ren zijn je vrinden; weet de vijand te weerstaan.
Deze woorden zijn het teken: Vreemde, die de draak zal binden, moet de zeven wegen gaan.
Groenmouw zal de spreuken spreken, Groenoog zal de sleutel vinden, Groenhaar zal de draak verslaan."
Groenhaar is tevens de hoofdpersoon Frans van der Steg.

## Televisieserie

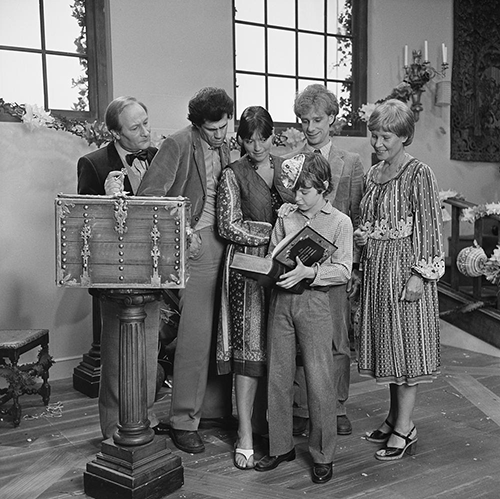
Jan Thomtidom (Cor van Rijn), Jan Toereloer (Joost Prinsen), Juffrouw Rosmarijn (Marijke Merckens), Geert-Jan Grisenstijn (Czeslaw de Wijs), Frans van der Steg (Peter Bos) en Tante Willemijn (Kitty Janssen)

De televisieserie De Zevensprong werd van september t/m december 1982 uitgezonden door de NCRV en bestaat uit 13 afleveringen van ieder een half uur.